# Juliette van Ardenne
Pour les articles homonymes, voir Ardennes.
Juliette van Ardenne, née le 10 octobre 1983 à La Haye, est une actrice néerlandaise.

## Filmographie
- 2005 : Zoo Rangers en Afrique de Johan Nijenhuis et Dennis Bots : Sira Schilt[2]
- 2006 : Zoo Rangers en Inde de Johan Nijenhuis et Dennis Bots : Sira Schilt[3]
- 2007 : Zoo Rangers en Amérique du Sud de Johan Nijenhuis : Sira Schilt[4]
- 2009 : Lover of Loser
- 2011 : Claustrofobia de Bobby Boermans[5]
- 2011 : The Gang Of Oss d'André van Duren : la sœur dans l'hôpital[6]
- 2011 : New Kids Nitro de Steffen Haars et Flip van der Kuil : Deborah[7]
- 2013 : De Wederopstanding van een Klootzak de Guido van Driel : Chantal[8]
- 2013 : Patrons de Colin Huijser : Wendy Keizer[9]
- 2013 : Bros Before Hos de Steffen Haars et Flip van der Kuil : Eefje[10]

### Téléfilms
- 2004-2006 : ZOOP (nl) : Sira Schilt
- 2005-2006 : Samen (nl) : Shannon
- 2006 : Vrienden zonder Grenzen : Astrid
- 2006-2008 : Klein Holland (nl) : Nikki
- 2007 : Shouf Shouf! (nl) de Serie : Magalie
- 2007 : Spoorloos verdwenen (nl) : Beate Hulzenbeck
- 2008-2009 : Onderweg naar Morgen : Marjet Bartels
- 2009 : Verborgen Gebreken (nl) : Wendy Veldman
- 2010 : Flikken Maastricht : Sonja
- 2011 : Goede tijden, slechte tijden : Amber de Wilde
- Depuis 2012 : Dokter Tinus : Kim Franken
- 2017 : De mannentester (nl) : Fenna / Misty
- Depuis 2018 : Force (nl) : Lotte van Hees